# Хуртага
Хуртага́ (бур. Хуртуг) — улус в Закаменском районе Бурятии. Образует сельское поселение «Хуртагинское».

## География
Расположен на реке Хуртаге в 3,5 км к северу от её впадения в Джиду, в 60 км к востоку от районного центра, города Закаменска, в 3 км севернее региональной автодороги Р440 — Джидинского тракта.

## Название
Точно неизвестно, от чего произошло название улуса (?). Возможно, слово "Хуртага" образовано от слов «хор» и «туг» — знамя хорчидов или собирающий знамя. Монгольское слово «хуряагчи» означает собиратель, собирающий. Существует множество легенд, связанных с образованием села, с происхождением названия.

## Население
| 2002 | 2010 | 2012 | 2013 | 2014 | 2015 | 2016 | 2017 | 2018 |
| ---- | ---- | ---- | ---- | ---- | ---- | ---- | ---- | ---- |
| 857  | ↗884 | ↘868 | ↗875 | ↘858 | ↘829 | ↘824 | ↘810 | ↘779 |
| 2019 | 2020 | 2021 | 2023 | 2024 |      |      |      |      |
| ↘764 | ↘762 | ↘725 | ↘699 | ↗705 |      |      |      |      |

Национальный состав
Население полностью бурятское.

## Инфраструктура
В Хуртаге есть сельская администрация, главой которой является Намдаков Артур А. Администрация сельского поселения активно сотрудничает с населением. 
Функционирует МУП "Почта России". Образовательную функцию обеспечивает Муниципальное автономное образовательное учреждение "Хуртагинская общеобразовательная средняя школа".  Спортивный зал, который каждый день принимает около 50 молодых людей села. Детский сад "Одохон", истории которого уже более 50-ти дет. Фельдшерско-акушерский пункт. 
Жители села занимаются предпринимательством, культурным обеспечением села, разведением домашних животных, лесным хозяйством и т.д. 
Дом культуры
Библиотека в Хуртаге открылась в 1927 году как изба-читальня. Затем в 1930-е годы стала сельской библиотекой при клубе, который был открыт в старом жилом доме. А в 1971 году открылось новое здание дома культуры, в котором разместилась и сельская библиотека.

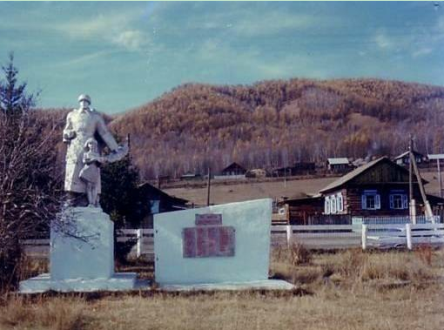
Памятник воинам-односельчанам в Хуртаге

## Известные люди
- Константин Дареев — председатель общественного фонда «Горная Закамна», заслуженный работник физической культуры РФ.
- Ринчин Санжеев — мастер спорта, борец по национальной борьбе.[3]
- Норбоев Сандалик Шангаевич — борец по национальной борьбе, стрельба из лука.
- Садаева Валентина Дансаруновна - директор МАОУ "Хуртагинская СОШ", Почетный работник общего образования РФ.